# Copa da Escócia de 1903–04
A Copa da Escócia de 1903-04 foi a 31º edição do torneio mais antigo do futebol da Escócia. O campeão foi o Celtic F.C., que conquistou seu 4º título na história da competição ao vencer a final contra o Rangers F.C., pelo placar de 3 a 2.

## Premiação
| Copa da Escócia de 1903-04      |
| Escócia                         |
| ------------------------------- |
| Celtic F.C. Campeão (4º título) |